# Koos Andriessen

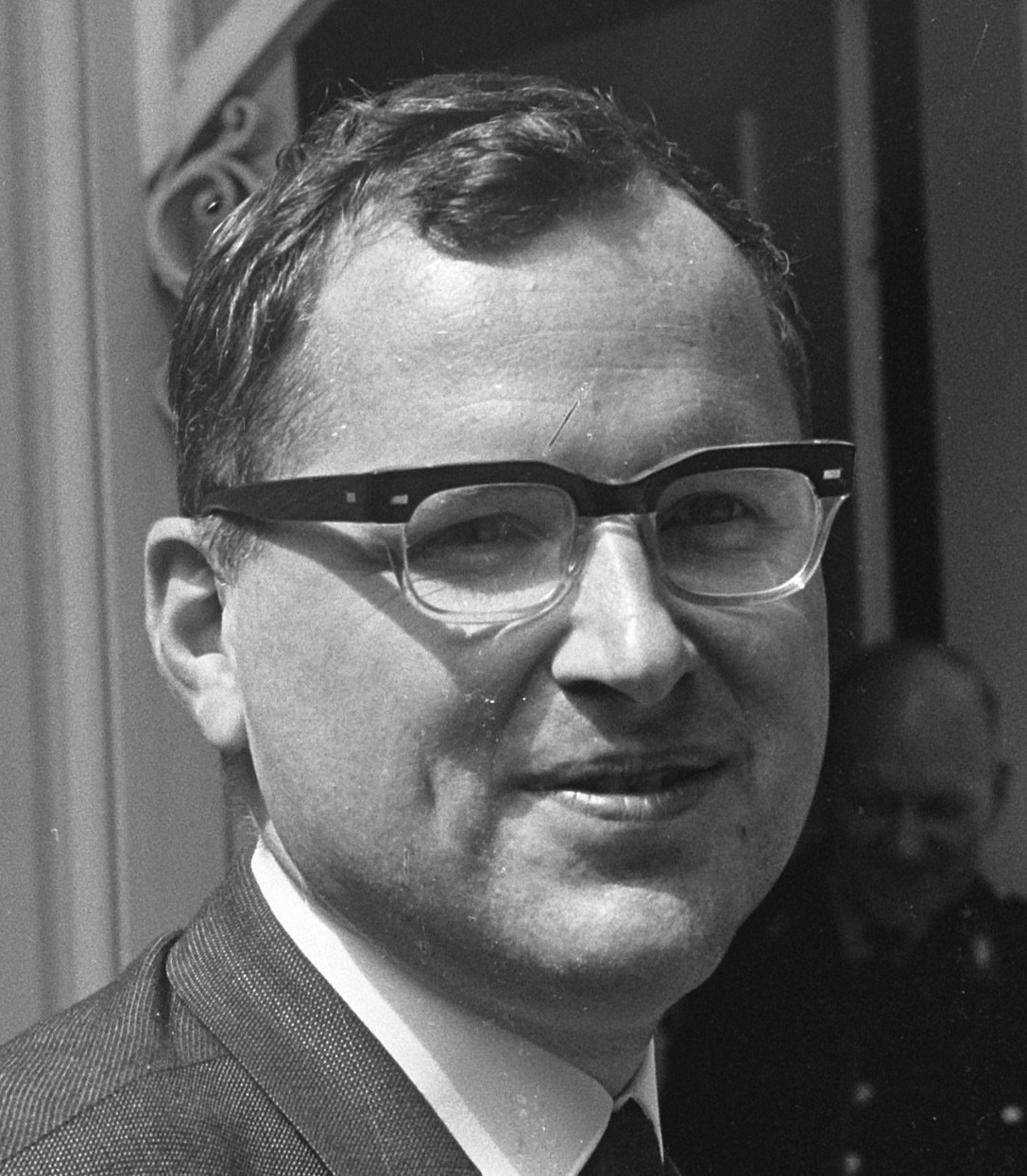
Koos Andriessen (1963)

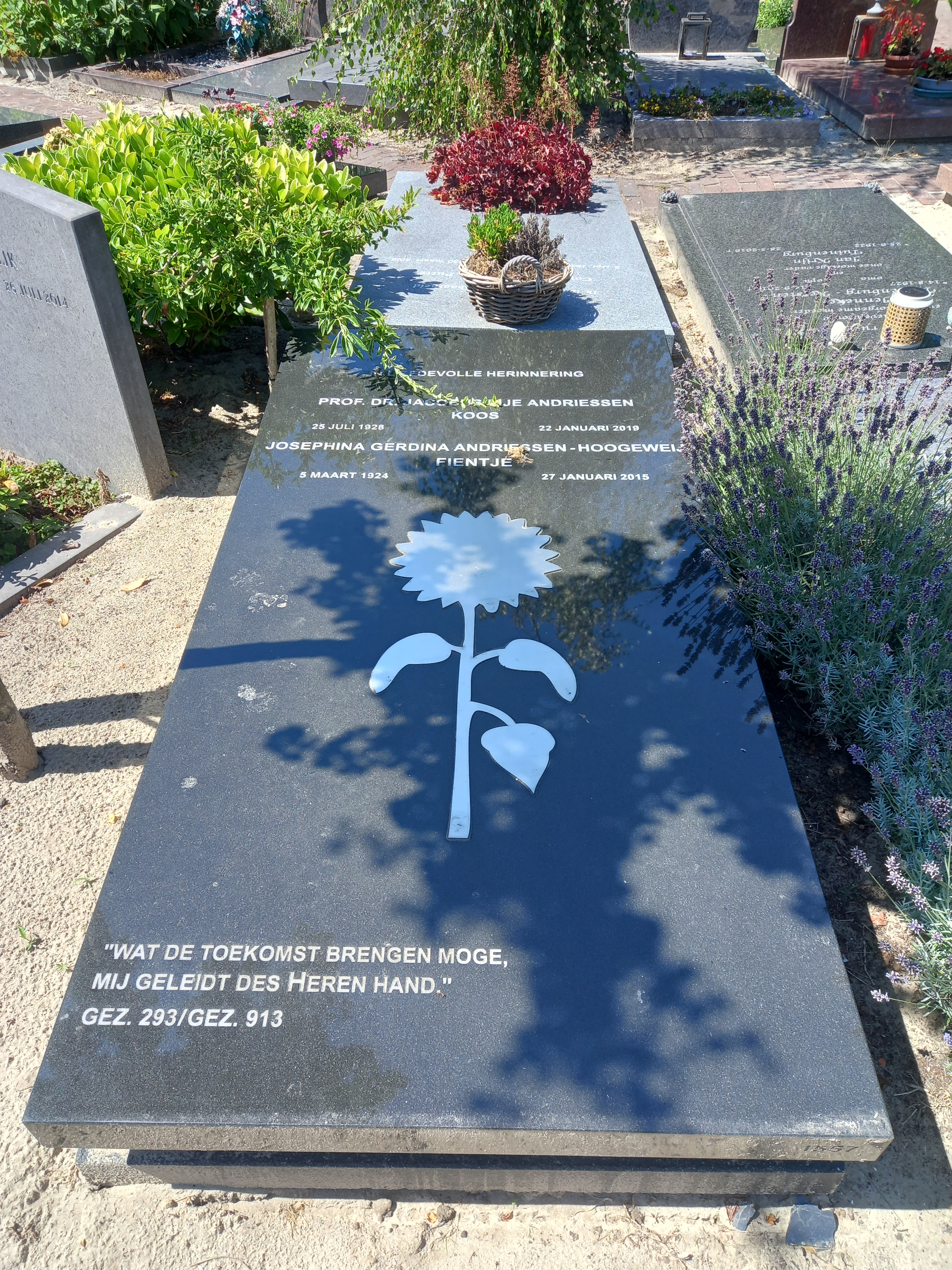
Das Grab von Koos Andriessen und seiner Ehefrau Joseohina ("Fientje") Gerdina Hoogewei auf dem reformierten Friedhof in Wassenaar

Jacobus Eye „Koos“ Andriessen (* 25. Juli 1928 in Rotterdam; † 22. Januar 2019) war ein niederländischer Wirtschaftswissenschaftler, Hochschullehrer und Politiker der Christelijk-Historische Unie (CHU) sowie später des Christen-Democratisch Appèl (CDA), der von 1963 bis 1965 Wirtschaftsminister im Kabinett von Ministerpräsident Victor Marijnen und damit jüngstes Kabinettsmitglied war. Dabei kam es zum Streit zwischen ihm und Außenminister Joseph Luns über die Zuständigkeit für die Handelspolitik. Nach seinem Ausscheiden aus der Regierung wechselte er in die Wirtschaft und war später Vorsitzender des Christlichen Arbeitgeberverbandes.
Im dritten Kabinett von Ministerpräsident Ruud Lubbers bekleidete er zwischen 1989 und 1994 abermals das Amt des Wirtschaftsministers und verteidigte dabei insbesondere die Interessen der Unternehmen.

## Leben

### Studium, Beamter und Hochschullehrer
Andriessen, Sohn eines Kaufmanns, begann nach dem Besuch der Christlichen Höheren Bürgerschule in Rotterdam-Nord im September 1946 ein Studium der Wirtschaftswissenschaften an der Niederländischen Wirtschaftshochschule Rotterdam (Nederlandse Economische Hogeschool) und schloss dieses am 1. Februar 1951 „cum laude“ ab. Im Anschluss war er zwischen 1951 und September 1955 als Leiter des Wirtschaftssoziologischen Instituts der Freien Universität Amsterdam tätig und schloss dort am 24. Juni 1955 seine Promotion zum Doktor der Wirtschaftswissenschaften mit der Dissertation De ontwikkeling van de moderne prijstheorie zur Entwicklung der modernen Preistheorie ebenfalls „cum laude“ ab. Nachdem sein ursprünglicher Doktorvater Jelle Zijlstra 1952 Wirtschaftsminister geworden war, wurde die Promotion von F. de Roos betreut.
Im September 1955 wurde Andriessen von Zijlstra in das Wirtschaftsministerium geholt und übernahm dort zunächst bis zum 1. September 1959 die Funktion als Leiter der Abteilung für parlamentarische und finanzielle Angelegenheiten sowie anschließend vom 1. bis zum 15. September 1959 die Aufgabe als Leiter der Abteilung für allgemeine Wirtschaftspolitik.
Im Anschluss nahm Andriessen am 15. September 1959 den Ruf auf eine Professur für Volkswirtschaftslehre an der Universität von Amsterdam an und lehrte dort bis zum 1. August 1963. Daneben arbeitete er zwischen 1962 und Juli 1963 auch als Wirtschaftspolitischer Berater des Leiters der Abteilung für allgemeine Wirtschaftspolitik im Wirtschaftsministerium. Für seine Verdienste wurde ihm am 20. April 1963 das Offizierskreuz des Orden vom Niederländischen Löwen verliehen.

### Wirtschaftsminister, Wirtschaftsmanager und Arbeitgeberpräsident
Am 24. Juli 1963 wurde Andriessen von Ministerpräsident Victor Marijnen schließlich selbst als Wirtschaftsminister (Minister van Economische Zaken) in dessen Kabinett berufen und bekleidete dieses Amt bis zum 14. April 1965. Er wurde damit mit fast 35 Jahren jüngstes Mitglied des Kabinetts. Im Laufe der Amtszeit kam es insbesondere zum Streit mit Außenminister Joseph Luns über die Zuständigkeit für die Handelspolitik.
Nach seinem Ausscheiden aus der Regierung war er vom 1. Oktober 1965 bis 1980 Vorstandsmitglied des Verpackungsunternehmens N.V. Koninklijke Emballage Industrie Van Leer sowie anschließend von 1980 bis September 1987 Vorstandsvorsitzender dieses 1919 gegründeten Unternehmens, das zuletzt den Namen Van Leer Industrial Packaging trug. 1988 wurde er Vorsitzender des Niederländischen Christlichen Arbeitgeberverbandes NCW (Nederlands Christelijk Werkgeversverbond) und übte diese Funktion bis zum 6. November 1989 aus.
Am 7. November 1989 wurde Andriessen von Ministerpräsident Ruud Lubbers abermals zum Wirtschaftsminister ernannt und behielt dieses Ministeramt im dritten Kabinett Lubbers bis zum 22. August 1994. Während seiner Amtszeit verteidigte er insbesondere die Interessen der Unternehmen. Nachdem Hanja Maij-Weggen Mitglied des Europäischen Parlaments geworden war, bekleidete er vom 16. Juli bis zum 22. August 1994 auch das Amt des Ministers für Verkehr und Wasserwirtschaft (Minister van Verkeer en Waterstaat).
Nach seinem Ausscheiden aus der Regierung wurde Andriessen am 8. Oktober 1994 auch zum Kommandeur des Orden von Oranien-Nassau ernannt.
Er starb am 22. Januar 2019.

## Veröffentlichungen
- De ontwikkeling van de moderne prijstheorie, Dissertation, 1955
- De economische groei in Nederland. Een terugblik over de jaren ’50 en enig perspectief voor de jaren ’60, 1962
- De sociaal-economische besturing van Nederland, Mitautoren S. Miedema und C.J. Oort, 1963
- Economie in theorie en praktijk, mehrere Neuauflagen, 1964
- Op de top van de golf. Opstellen over ondernemerschap en economie, 1987